# Élections législatives de 2024 dans le Var
Les élections législatives françaises de 2024 dans le Var se déroulent les 30 juin et 7 juillet 2024. Dans le département, huit députés sont à élire dans le cadre de huit circonscriptions, à la suite de la dissolution de l'Assemblée nationale par Emmanuel Macron.
Le choix de cette dissolution est pris après la défaite de la liste Renaissance aux élections européennes qui ont eu lieu le 9 juin 2024.

## Contexte
| Circonscription | RN      | ENS     | PS - PP | LFI    | LR     |
| --------------- | ------- | ------- | ------- | ------ | ------ |
| Circonscription |         |         |         |        |        |
| 1re             | 35,14 % | 13,71 % | 10,89 % | 8,53 % | 8,33 % |
| 2e              | 43,6 %  | 12,03 % | 9 %     | 7,68 % | 6,04 % |
| 3e              | 40,5 %  | 14,75 % | 9,92 %  | 5,18 % | 7,34 % |
| 4e              | 45,52 % | 13,31 % | 7,48 %  | 4,58 % | 6,67 % |
| 5e              | 45 %    | 14,27 % | 7,39 %  | 4,85 % | 7,72 % |
| 6e              | 46,41 % | 11,73 % | 8,84 %  | 5,07 % | 5,27 % |
| 7e              | 41,8 %  | 13,9 %  | 9,64 %  | 5,89 % | 6,92 % |
| 8e              | 44,23 % | 11,96 % | 9,8 %   | 5,25 % | 5,19 % |

## Système électoral
Les élections législatives ont lieu au scrutin uninominal majoritaire à deux tours dans des circonscriptions uninominales.
Est élu au premier tour le candidat qui réunit la majorité absolue des suffrages exprimés et un nombre de voix au moins égal au quart des électeurs inscrits dans la circonscription, soit 25 %. Si aucun des candidats ne satisfait ces conditions, un second tour est organisé entre les candidats ayant réuni un nombre de voix au moins égal à un huitième des inscrits, soit 12,5 %. Les deux candidats arrivés en tête du 1er tour se maintiennent néanmoins par défaut si un seul ou aucun d'entre eux n'a atteint ce seuil. Au second tour, le candidat arrivé en tête est déclaré élu,.
Le seuil de qualification basé sur un pourcentage du total des inscrits et non des suffrages exprimés rend plus difficile l'accès au second tour lorsque l'abstention est élevée. Le système permet en revanche l'accès au second tour de plus de deux candidats si plusieurs d'entre eux franchissent le seuil de 12,5 % des inscrits. Les candidats en lice au second tour peuvent ainsi être trois, un cas de figure appelé « triangulaire ». Les second tours où s'affrontent quatre candidats, appelés « quadrangulaire » sont également possibles, mais beaucoup plus rares,.

### Partis et nuances
Les résultats des élections sont publiés en France par le ministère de l'Intérieur, qui classe les partis en leur attribuant des nuances politiques. Ces dernières sont décidées par les préfets, qui les attribuent indifféremment de l'étiquette politique déclarée par les candidats, qui peut être celle d'un parti ou une candidature sans étiquette.
Seuls le Parti communiste français (COM), La France insoumise (FI), le Parti socialiste (SOC), le Parti radical de gauche (RDG), Les Écologistes (VEC), Renaissance (RE), le Mouvement démocrate (MDM), Horizons (HOR), l'Union des démocrates et indépendants (UDI), Les Républicains (LR), le Rassemblement national (RN) et Reconquête (REC) se voient attribuer en 2024 des nuances propres. Les coalitions Ensemble et Nouveau front populaire, ainsi que les candidats de l'alliance LR-Ciotti-RN, en bénéficient également indirectement, les nuances Ensemble ! (Majorité présidentielle) (ENS), Union de la gauche (UG) et Union de l'extrême-droite (UXD) étant attribuables aux candidats bénéficiant respectivement du soutien de deux partis du centre, de deux partis de gauche ou de deux partis d'extrême-droite,.
Tous les autres partis se voient attribuer l'une ou l'autre des nuances suivantes : EXG (extrême gauche), DVG (divers gauche), ECO (écologiste), REG (régionaliste), DVC (divers centre), DVD (divers droite), DSV (droite souverainiste) et EXD (extrême droite). Des partis comme Debout la France ou Lutte ouvrière ne disposent ainsi pas de nuances propres, et leurs résultats nationaux ne sont pas publiés séparément par le ministère, car mélangés avec d'autres partis (respectivement dans les nuances DSV et EXG).

## Élus
| Circonscription | Député sortant      | Parti | Parti | groupe | Député élu ou réélu | Parti | Parti | groupe   |
| --------------- | ------------------- | ----- | ----- | ------ | ------------------- | ----- | ----- | -------- |
| 1re             | Yannick Chenevard   |       | RE    | RE     | Yannick Chenevard   |       | RE    | app. EPR |
| 2e              | Laure Lavalette     |       | RN    | RN     | Laure Lavalette     |       | RN    | RN       |
| 3e              | Stéphane Rambaud    |       | RN    | RN     | Stéphane Rambaud    |       | RN    | RN       |
| 4e              | Philippe Lottiaux   |       | RN    | RN     | Philippe Lottiaux   |       | RN    | RN       |
| 5e              | Julie Lechanteux    |       | RN    | RN     | Julie Lechanteux    |       | RN    | RN       |
| 6e              | Frank Giletti       |       | RN    | RN     | Frank Giletti       |       | RN    | RN       |
| 7e              | Frédéric Boccaletti |       | RN    | RN     | Frédéric Boccaletti |       | RN    | RN       |
| 8e              | Philippe Schreck    |       | RN    | RN     | Philippe Schreck    |       | RN    | RN       |

## Résultats

### Résultats à l'échelle du département
| Parti et coalition                          | Parti et coalition                          | Parti et coalition                      | Premier tour | Premier tour | Premier tour | Second tour   | Second tour   | Second tour | Total Sièges  | +/-           |               |
| Parti et coalition                          | Parti et coalition                          | Parti et coalition                      | Voix         | %            | Sièges       | Voix          | %             | Sièges      | Total Sièges  | +/-           |               |
| ------------------------------------------- | ------------------------------------------- | --------------------------------------- | ------------ | ------------ | ------------ | ------------- | ------------- | ----------- | ------------- | ------------- | ------------- |
|                                             | Rassemblement national (RN)                 | Rassemblement national (RN)             | 274 317      | 50,81        | 5            | 92 395        | 52,62         | 2           | 7             | en stagnation | en stagnation |
|                                             |                                             | Renaissance (RE)                        | 57 199       | 10,59        | 0            | 51 658        | 29,42         | 1           | 1             | en stagnation |               |
|                                             | Horizons (HOR)                              | 27 118                                  | 5,02         | 0            | 31 543       | 17,96         | 0             | 0           | en stagnation |               |               |
|                                             | Union des démocrates et indépendants (UDI)  | 15 451                                  | 2,86         | 0            |              |               |               | 0           | Nv            |               |               |
|                                             | Mouvement démocrate (MoDem)                 | 14 890                                  | 2,76         | 0            | 0            | en stagnation |               |             |               |               |               |
| Total Ensemble pour la République (ENS)     | Total Ensemble pour la République (ENS)     | 114 658                                 | 21,24        | 0            | 83 201       | 47,38         | 1             | 1           | en stagnation |               |               |
|                                             |                                             | La France insoumise (LFI)               | 28 048       | 5,20         | 0            | Retrait       | Retrait       | Retrait     | 0             | en stagnation |               |
|                                             | Parti communiste français (PCF)             | 14 683                                  | 2,72         | 0            |              |               |               | 0           | en stagnation |               |               |
|                                             | Place publique (PP)                         | 14 420                                  | 2,67         | 0            | 0            | Nv            |               |             |               |               |               |
|                                             | Parti socialiste (PS)                       | 12 839                                  | 2,38         | 0            | 0            | en stagnation |               |             |               |               |               |
|                                             | Les Écologistes (LÉ)                        | 12 166                                  | 2,25         | 0            | 0            | Nv            |               |             |               |               |               |
|                                             | Parti ouvrier indépendant (POI)             | 11 613                                  | 2,15         | 0            | 0            | en stagnation |               |             |               |               |               |
| Total Nouveau Front populaire (NFP)         | Total Nouveau Front populaire (NFP)         | 93 769                                  | 17,37        | 0            | Retrait      | Retrait       | Retrait       | 0           | en stagnation |               |               |
|                                             |                                             | Les Républicains (LR)                   | 28 716       | 5,32         | 0            |               |               |             | 0             | en stagnation |               |
| Total Union de la droite et du centre (UDC) | Total Union de la droite et du centre (UDC) | 28 716                                  | 5,32         | 0            | 0            | en stagnation |               |             |               |               |               |
|                                             | Reconquête (REC)                            | Reconquête (REC)                        | 7 896        | 1,46         | 0            | 0             | en stagnation |             |               |               |               |
|                                             | Écologie au centre (ÉAC)                    | Écologie au centre (ÉAC)                | 7 301        | 1,35         | 0            | 0             | en stagnation |             |               |               |               |
|                                             | Lutte ouvrière (LO)                         | Lutte ouvrière (LO)                     | 4 403        | 0,82         | 0            | 0             | en stagnation |             |               |               |               |
|                                             | Verts démocrates (VD)                       | Verts démocrates (VD)                   | 2 697        | 0,50         | 0            | 0             | Nv            |             |               |               |               |
|                                             |                                             | Oui la Provence (OP)                    | 2 499        | 0,46         | 0            | 0             | en stagnation |             |               |               |               |
| Total Régions et peuples solidaires (R&PS)  | Total Régions et peuples solidaires (R&PS)  | 2 499                                   | 0,46         | 0            | 0            | en stagnation |               |             |               |               |               |
|                                             | Les Centristes - Le Nouveau Centre (LC)     | Les Centristes - Le Nouveau Centre (LC) | 1 870        | 0,35         | 0            | 0             | Nv            |             |               |               |               |
|                                             |                                             | Mouvement écologiste indépendant (MÉI)  | 1 274        | 0,24         | 0            | 0             | en stagnation |             |               |               |               |
| Total Le Rassemblement (RAS)                | Total Le Rassemblement (RAS)                | 1 274                                   | 0,24         | 0            | 0            | en stagnation |               |             |               |               |               |
|                                             | Décidons nous-mêmes (DNM)                   | Décidons nous-mêmes (DNM)               | 405          | 0,08         | 0            | 0             | Nv            |             |               |               |               |
|                                             | Debout la France (DLF)                      | Debout la France (DLF)                  | 71           | 0,01         | 0            | 0             | en stagnation |             |               |               |               |
|                                             | Autres partis                               | Autres partis                           | 0            | 0,00         | 0            | 0             | en stagnation |             |               |               |               |
|                                             |                                             |                                         |              |              |              |               |               |             |               |               |               |
| Suffrages exprimés                          | Suffrages exprimés                          | Suffrages exprimés                      | 539 876      | 97,63        |              | 175 596       | 95,98         |             |               |               |               |
| Votes blancs                                | Votes blancs                                | Votes blancs                            | 8 967        | 1,62         | 5 594        | 3,06          |               |             |               |               |               |
| Votes nuls                                  | Votes nuls                                  | Votes nuls                              | 4 118        | 0,74         | 1 766        | 0,97          |               |             |               |               |               |
| Total                                       | Total                                       | Total                                   | 552 961      | 100          | 5            | 182 956       | 100           | 3           | 8             | en stagnation |               |
| Abstentions                                 | Abstentions                                 | Abstentions                             | 273 287      | 33,08        |              | 95 221        | 34,23         |             |               |               |               |
| Inscrits/Participation                      | Inscrits/Participation                      | Inscrits/Participation                  | 826 248      | 66,92        | 278 177      | 65,77         |               |             |               |               |               |

#### Résultats par nuances
| Nuance                 | Nuance                               | Nuance                 | Premier tour | Premier tour | Premier tour | Second tour | Second tour   | Second tour | Total Sièges | +/-           |  |
| Nuance                 | Nuance                               | Nuance                 | Voix         | %            | Sièges       | Voix        | %             | Sièges      | Total Sièges | +/-           |  |
| ---------------------- | ------------------------------------ | ---------------------- | ------------ | ------------ | ------------ | ----------- | ------------- | ----------- | ------------ | ------------- |  |
|                        | Rassemblement national               | RN                     | 274 317      | 50,81        | 5            | 92 395      | 52,62         | 2           | 7            | en stagnation |  |
|                        | Ensemble pour la République !        | ENS                    | 99 207       | 18,38        | 0            | 83 201      | 47,38         | 1           | 1            | en stagnation |  |
|                        | Union de la gauche                   | UG                     | 93 769       | 17,37        | 0            | Retrait     | Retrait       | Retrait     | 0            | en stagnation |  |
|                        | Les Républicains                     | LR                     | 28 716       | 5,32         | 0            |             |               |             | 0            | en stagnation |  |
|                        | Union des démocrates et indépendants | UDI                    | 15 451       | 2,86         | 0            | 0           | Nv            |             |              |               |  |
|                        | Écologistes                          | ECO                    | 11 272       | 2,09         | 0            | 0           | en stagnation |             |              |               |  |
|                        | Reconquête                           | REC                    | 7 896        | 1,46         | 0            | 0           | en stagnation |             |              |               |  |
|                        | Extrême gauche                       | EXG                    | 4 403        | 0,82         | 0            | 0           | en stagnation |             |              |               |  |
|                        | Régionalistes                        | REG                    | 2 499        | 0,46         | 0            | 0           | en stagnation |             |              |               |  |
|                        | Divers centre                        | DVC                    | 1 870        | 0,35         | 0            | 0           | en stagnation |             |              |               |  |
|                        | Divers                               | DIV                    | 405          | 0,08         | 0            | 0           | en stagnation |             |              |               |  |
|                        | Droite souverainiste                 | DSV                    | 71           | 0,01         | 0            | 0           | en stagnation |             |              |               |  |
|                        |                                      |                        |              |              |              |             |               |             |              |               |  |
| Suffrages exprimés     | Suffrages exprimés                   | Suffrages exprimés     | 539 876      | 97,63        |              | 175 596     | 95,98         |             |              |               |  |
| Votes blancs           | Votes blancs                         | Votes blancs           | 8 967        | 1,62         | 5 594        | 3,06        |               |             |              |               |  |
| Votes nuls             | Votes nuls                           | Votes nuls             | 4 118        | 0,74         | 1 766        | 0,97        |               |             |              |               |  |
| Total                  | Total                                | Total                  | 552 961      | 100          | 5            | 182 956     | 100           | 3           | 8            | en stagnation |  |
| Abstentions            | Abstentions                          | Abstentions            | 273 287      | 33,08        |              | 95 221      | 34,23         |             |              |               |  |
| Inscrits/Participation | Inscrits/Participation               | Inscrits/Participation | 826 248      | 66,92        | 278 177      | 65,77       |               |             |              |               |  |

### Cartes

Nuance politique des candidats arrivés en tête dans chaque commune au 1er tour.
Nuance politique des candidats arrivés en tête dans chaque commune au 2e tour.

### Résultats par circonscription

#### Première circonscription
- Député sortant : Yannick Chenevard (Renaissance)

| Candidat                 | Candidat                 | Parti et coalition       | Nuances                  | Premier tour | Premier tour | Second tour | Second tour |
| Candidat                 | Candidat                 | Parti et coalition       | Nuances                  | Voix         | %            | Voix        | %           |
| ------------------------ | ------------------------ | ------------------------ | ------------------------ | ------------ | ------------ | ----------- | ----------- |
|                          | Sébastien Soulé          | RN                       | RN                       | 19 233       | 42,28        | 20 622      | 47,15       |
|                          | Yannick Chenevard        | RE (ENS)                 | ENS                      | 14 270       | 31,37        | 23 114      | 52,85       |
|                          | Éric Habouzit            | LFI (NFP)                | UG                       | 10 182       | 22,38        | Retrait     | Retrait     |
|                          | Guillaume Tchakmakdjian  | REC                      | REC                      | 1 197        | 2,63         |             |             |
|                          | Marie-Renée Balty        | LO                       | EXG                      | 610          | 1,34         |             |             |
|                          |                          |                          |                          |              |              |             |             |
| Votes valides            | Votes valides            | Votes valides            | Votes valides            | 45 492       | 97,52        | 43 736      | 96,58       |
| Votes blancs             | Votes blancs             | Votes blancs             | Votes blancs             | 869          | 1,86         | 1 184       | 2,61        |
| Votes nuls               | Votes nuls               | Votes nuls               | Votes nuls               | 286          | 0,61         | 363         | 0,80        |
| Total                    | Total                    | Total                    | Total                    | 46 647       | 100          | 45 283      | 100         |
| Abstention               | Abstention               | Abstention               | Abstention               | 24 452       | 34,39        | 25 840      | 36,33       |
| Inscrits / participation | Inscrits / participation | Inscrits / participation | Inscrits / participation | 71 099       | 65,61        | 71 123      | 63,67       |

La première circonscription du Var couvre l'essentiel de la ville de Toulon, à l'exception de sa partie nord-ouest. Depuis le redécoupage de 1988, la circonscription a toujours été dominé par la droite à l'exception d'un scrutin partiel en 1998 remporté par le Parti socialiste. En 2022, le député macroniste Yannick Chenevard est élu alors que la député sortante Geneviève Levy (Les Républicains), en poste depuis 2002, ne se représente pas. Il est élu de justesse face au Rassemblement national avec 53,5 % des voix. Deux ans plus tard, le RN fait plus que doubler son nombre de voix, mais le député sortant est réélu au second tour avec une marge comparable à 2022.

#### Deuxième circonscription
- Député sortant : Laure Lavalette (Rassemblement national)

| Candidat                 | Candidat                 | Parti et coalition       | Nuances                  | Premier tour | Premier tour |
| Candidat                 | Candidat                 | Parti et coalition       | Nuances                  | Voix         | %            |
| ------------------------ | ------------------------ | ------------------------ | ------------------------ | ------------ | ------------ |
|                          | Laure Lavalette          | RN                       | RN                       | 30 551       | 50,81        |
|                          | Josy Chambon             | HOR (ENS)                | ENS                      | 13 061       | 21,72        |
|                          | Isaline Cornil           | POI (NFP)                | UG                       | 11 613       | 19,31        |
|                          | Olivier Lesage           | ÉAC                      | ECO                      | 2 500        | 4,16         |
|                          | Julia Bonnefoy           | REC                      | REC                      | 1 506        | 2,50         |
|                          | Jean-Michel Ghiotto      | LO                       | EXG                      | 493          | 0,82         |
|                          | Florian Fimbel           | DNM                      | DIV                      | 405          | 0,67         |
|                          |                          |                          |                          |              |              |
| Votes valides            | Votes valides            | Votes valides            | Votes valides            | 60 129       | 97,60        |
| Votes blancs             | Votes blancs             | Votes blancs             | Votes blancs             | 1 042        | 1,69         |
| Votes nuls               | Votes nuls               | Votes nuls               | Votes nuls               | 436          | 0,71         |
| Total                    | Total                    | Total                    | Total                    | 61 607       | 100          |
| Abstention               | Abstention               | Abstention               | Abstention               | 31 212       | 33,63        |
| Inscrits / participation | Inscrits / participation | Inscrits / participation | Inscrits / participation | 92 819       | 66,37        |

#### Troisième circonscription
- Député sortant : Stéphane Rambaud (Rassemblement national)

| Candidat                 | Candidat                 | Parti et coalition       | Nuances                  | Premier tour | Premier tour | Second tour | Second tour |
| Candidat                 | Candidat                 | Parti et coalition       | Nuances                  | Voix         | %            | Voix        | %           |
| ------------------------ | ------------------------ | ------------------------ | ------------------------ | ------------ | ------------ | ----------- | ----------- |
|                          | Stéphane Rambaud         | RN                       | RN                       | 32 343       | 46,51        | 35 730      | 53,11       |
|                          | Isabelle Monfort         | HOR (ENS)                | ENS                      | 14 057       | 20,21        | 31 543      | 46,89       |
|                          | Julia Peironet-Brémond   | PS (NFP)                 | UG                       | 12 839       | 18,46        |             |             |
|                          | Julien Savelli           | LR (UDC)                 | LR                       | 6 117        | 8,80         |             |             |
|                          | Charles Malot            | ÉAC                      | ECO                      | 1 574        | 2,26         |             |             |
|                          | Odile Judice             | REC                      | REC                      | 1 369        | 1,97         |             |             |
|                          | Delphine Rolland         | OP (R&PS)                | REG                      | 531          | 0,76         |             |             |
|                          | Alexis Dominiak          | MÉI (RAS)                | ECO                      | 455          | 0,65         |             |             |
|                          | Pierre Deidon            | LO                       | EXG                      | 259          | 0,37         |             |             |
|                          |                          |                          |                          |              |              |             |             |
| Votes valides            | Votes valides            | Votes valides            | Votes valides            | 69 544       | 97,94        | 67 273      | 96,10       |
| Votes blancs             | Votes blancs             | Votes blancs             | Votes blancs             | 981          | 1,38         | 2 021       | 2,89        |
| Votes nuls               | Votes nuls               | Votes nuls               | Votes nuls               | 479          | 0,67         | 709         | 1,01        |
| Total                    | Total                    | Total                    | Total                    | 71 004       | 100          | 70 003      | 100         |
| Abstention               | Abstention               | Abstention               | Abstention               | 32 268       | 31,25        | 33 280      | 32,22       |
| Inscrits / participation | Inscrits / participation | Inscrits / participation | Inscrits / participation | 103 272      | 68,75        | 103 283     | 67,78       |

#### Quatrième circonscription
- Député sortant : Philippe Lottiaux (Rassemblement national)

Le candidat Michel Rezk (Les Républicains) a été exclu le 21 juin 2024 en raison de son inéligibilité.
| Candidat                 | Candidat                   | Parti et coalition       | Nuances                  | Premier tour | Premier tour |
| Candidat                 | Candidat                   | Parti et coalition       | Nuances                  | Voix         | %            |
| ------------------------ | -------------------------- | ------------------------ | ------------------------ | ------------ | ------------ |
|                          | Philippe Lottiaux          | RN                       | RN                       | 40 631       | 56,11        |
|                          | Sereine Mauborgne          | RE (ENS)                 | ENS                      | 18 994       | 26,23        |
|                          | Sabine Cristofani-Viglione | LFI (NFP)                | UG                       | 9 416        | 13,00        |
|                          | Guillaume Robaa            | VD - UDI                 | ECO                      | 2 697        | 3,72         |
|                          | Pascale Morel              | LO                       | EXG                      | 677          | 0,93         |
|                          |                            |                          |                          |              |              |
| Votes valides            | Votes valides              | Votes valides            | Votes valides            | 72 415       | 97,36        |
| Votes blancs             | Votes blancs               | Votes blancs             | Votes blancs             | 1 219        | 1,64         |
| Votes nuls               | Votes nuls                 | Votes nuls               | Votes nuls               | 747          | 1,00         |
| Total                    | Total                      | Total                    | Total                    | 74 381       | 100          |
| Abstention               | Abstention                 | Abstention               | Abstention               | 39 563       | 34,72        |
| Inscrits / participation | Inscrits / participation   | Inscrits / participation | Inscrits / participation | 113 944      | 65,28        |

#### Cinquième circonscription
- Députée sortante : Julie Lechanteux (Rassemblement national)

| Candidat                 | Candidat                      | Parti et coalition       | Nuances                  | Premier tour | Premier tour |
| Candidat                 | Candidat                      | Parti et coalition       | Nuances                  | Voix         | %            |
| ------------------------ | ----------------------------- | ------------------------ | ------------------------ | ------------ | ------------ |
|                          | Julie Lechanteux              | RN                       | RN                       | 34 496       | 51,51        |
|                          | Philippe Michel-Kleisbauer    | MoDem (ENS)              | ENS                      | 14 890       | 22,23        |
|                          | Aurélien Lacour               | LFI (NFP)                | UG                       | 8 450        | 12,62        |
|                          | Danièle Lombard               | LR - NÉ (UDC)            | LR                       | 5 304        | 7,92         |
|                          | Hélène-Charlotte de Busschère | ÉAC                      | ECO                      | 2 058        | 3,07         |
|                          | Vincent Thiéry                | REC                      | REC                      | 1 429        | 2,13         |
|                          | Rémi Kranzer                  | LO                       | EXG                      | 342          | 0,51         |
|                          |                               |                          |                          |              |              |
| Votes valides            | Votes valides                 | Votes valides            | Votes valides            | 66 969       | 98,04        |
| Votes blancs             | Votes blancs                  | Votes blancs             | Votes blancs             | 812          | 1,19         |
| Votes nuls               | Votes nuls                    | Votes nuls               | Votes nuls               | 529          | 0,77         |
| Total                    | Total                         | Total                    | Total                    | 68 310       | 100          |
| Abstention               | Abstention                    | Abstention               | Abstention               | 34 041       | 33,26        |
| Inscrits / participation | Inscrits / participation      | Inscrits / participation | Inscrits / participation | 102 351      | 66,74        |

#### Sixième circonscription
- Député sortant : Frank Giletti (Rassemblement national)

| Candidat                 | Candidat                 | Parti et coalition       | Nuances                  | Premier tour | Premier tour |
| Candidat                 | Candidat                 | Parti et coalition       | Nuances                  | Voix         | %            |
| ------------------------ | ------------------------ | ------------------------ | ------------------------ | ------------ | ------------ |
|                          | Frank Giletti            | RN                       | RN                       | 45 882       | 53,51        |
|                          | Fabrice Albert           | UDI (ENS)                | UDI                      | 15 451       | 18,02        |
|                          | Sylvie Vinceneux         | PCF (NFP)                | UG                       | 14 683       | 17,12        |
|                          | Frédéric Herbaut         | LR (UDC)                 | LR                       | 5 527        | 6,45         |
|                          | Didier Cade              | OP (R&PS)                | REG                      | 1 968        | 2,30         |
|                          | Sandra Cahoreau          | REC                      | REC                      | 1 508        | 1,76         |
|                          | Louis Gueyrard           | LO                       | EXG                      | 726          | 0,85         |
|                          |                          |                          |                          |              |              |
| Votes valides            | Votes valides            | Votes valides            | Votes valides            | 85 745       | 97,47        |
| Votes blancs             | Votes blancs             | Votes blancs             | Votes blancs             | 1 614        | 1,83         |
| Votes nuls               | Votes nuls               | Votes nuls               | Votes nuls               | 610          | 0,69         |
| Total                    | Total                    | Total                    | Total                    | 87 969       | 100          |
| Abstention               | Abstention               | Abstention               | Abstention               | 40 889       | 31,73        |
| Inscrits / participation | Inscrits / participation | Inscrits / participation | Inscrits / participation | 128 858      | 68,27        |

#### Septième circonscription
- Député sortant : Frédéric Boccaletti (Rassemblement national)

| Candidat                 | Candidat                     | Parti et coalition       | Nuances                  | Premier tour | Premier tour | Second tour | Second tour |
| Candidat                 | Candidat                     | Parti et coalition       | Nuances                  | Voix         | %            | Voix        | %           |
| ------------------------ | ---------------------------- | ------------------------ | ------------------------ | ------------ | ------------ | ----------- | ----------- |
|                          | Frédéric Boccaletti          | RN                       | RN                       | 32 748       | 48,30        | 36 043      | 55,81       |
|                          | Cécile Muschotti             | RE (ENS)                 | ENS                      | 12 567       | 18,53        | 28 544      | 44,19       |
|                          | Claudie Cartereau            | LÉ (NFP)                 | UG                       | 12 166       | 17,94        |             |             |
|                          | Sandra Kuntz                 | LR (UDC)                 | LR                       | 5 129        | 7,56         |             |             |
|                          | Sébastien Gioia              | LC - NÉ                  | DVC                      | 1 870        | 2,76         |             |             |
|                          | Laurile Koscielski           | ÉAC                      | ECO                      | 1 169        | 1,72         |             |             |
|                          | Mathieu Reho                 | REC                      | REC                      | 887          | 1,31         |             |             |
|                          | Marie-Ève Perru              | MÉI (RAS)                | ECO                      | 819          | 1,21         |             |             |
|                          | Patrice Ciuti                | LO                       | EXG                      | 381          | 0,56         |             |             |
|                          | Christèle Guéniot-Desmazures | DLF                      | DSV                      | 71           | 0,10         |             |             |
|                          |                              |                          |                          |              |              |             |             |
| Votes valides            | Votes valides                | Votes valides            | Votes valides            | 67 807       | 98,14        | 64 587      | 95,44       |
| Votes blancs             | Votes blancs                 | Votes blancs             | Votes blancs             | 921          | 1,33         | 2 389       | 3,53        |
| Votes nuls               | Votes nuls                   | Votes nuls               | Votes nuls               | 364          | 0,53         | 694         | 1,03        |
| Total                    | Total                        | Total                    | Total                    | 69 092       | 100          | 67 670      | 100         |
| Abstention               | Abstention                   | Abstention               | Abstention               | 34 674       | 33,42        | 36 101      | 34,79       |
| Inscrits / participation | Inscrits / participation     | Inscrits / participation | Inscrits / participation | 103 766      | 66,58        | 103 771     | 65,21       |

#### Huitième circonscription
- Député sortant : Philippe Schreck (Rassemblement national)

| Candidat                 | Candidat                 | Parti et coalition       | Nuances                  | Premier tour | Premier tour |
| Candidat                 | Candidat                 | Parti et coalition       | Nuances                  | Voix         | %            |
| ------------------------ | ------------------------ | ------------------------ | ------------------------ | ------------ | ------------ |
|                          | Philippe Schreck         | RN                       | RN                       | 38 433       | 53,55        |
|                          | Sarah Breffy             | PP (NFP)                 | UG                       | 14 420       | 20,09        |
|                          | Rayann Mouslim           | RE (ENS)                 | ENS                      | 11 368       | 15,84        |
|                          | Frank Panizzi            | LR (UDC)                 | LR                       | 6 639        | 9,25         |
|                          | Ludovic Martin           | LO                       | EXG                      | 915          | 1,27         |
|                          | Francis Combe            | BHVie                    | DIV                      | 0            | 0,00         |
|                          |                          |                          |                          |              |              |
| Votes valides            | Votes valides            | Votes valides            | Votes valides            | 71 775       | 97,06        |
| Votes blancs             | Votes blancs             | Votes blancs             | Votes blancs             | 1 509        | 2,04         |
| Votes nuls               | Votes nuls               | Votes nuls               | Votes nuls               | 667          | 0,90         |
| Total                    | Total                    | Total                    | Total                    | 73 951       | 100          |
| Abstention               | Abstention               | Abstention               | Abstention               | 36 188       | 32,86        |
| Inscrits / participation | Inscrits / participation | Inscrits / participation | Inscrits / participation | 110 139      | 67,14        |